# Гребінь даху

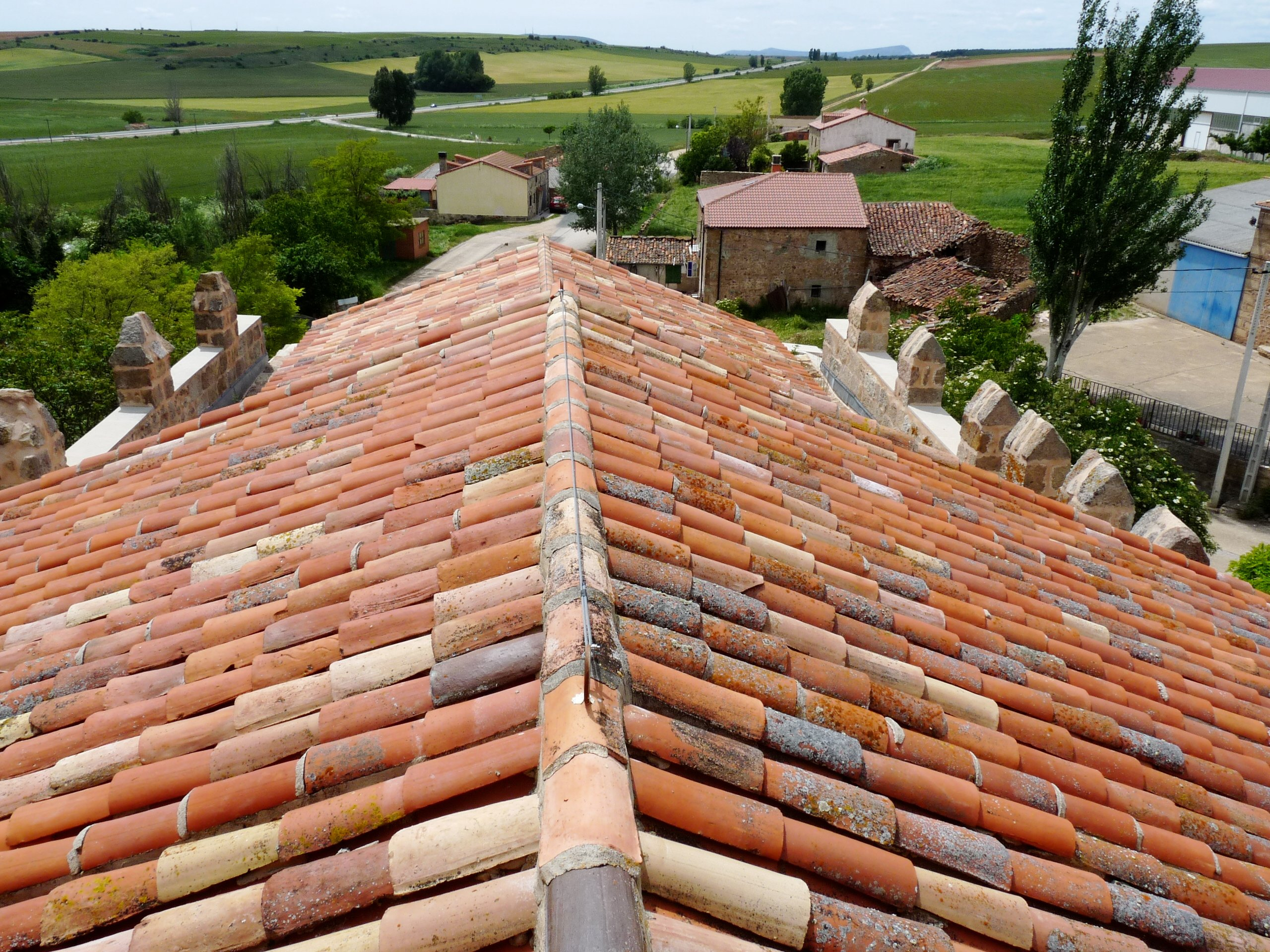
Гребінь черепичного даху

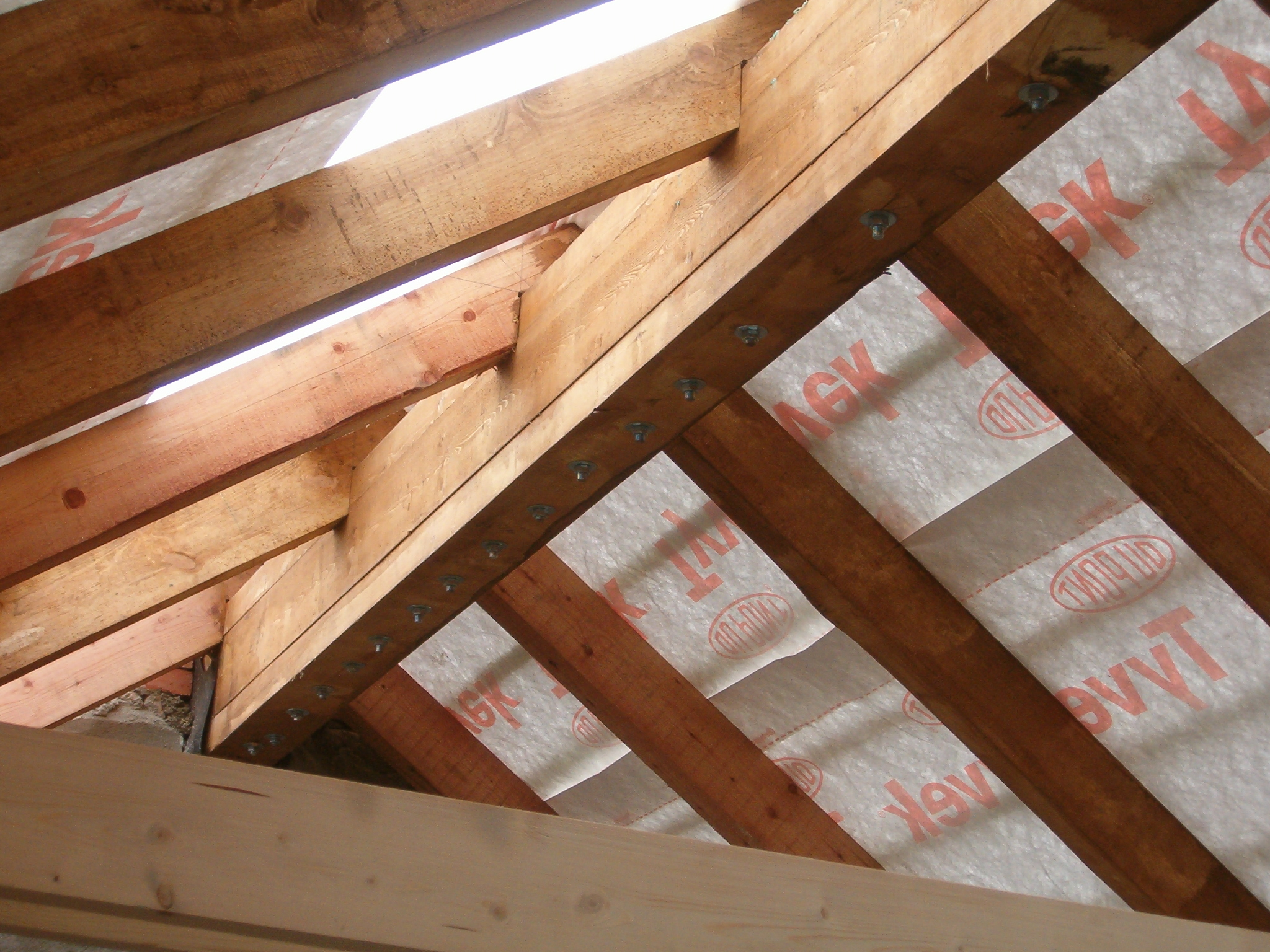
Гребенева балка (гребеневий прогін) під верхніми кінцями кроков

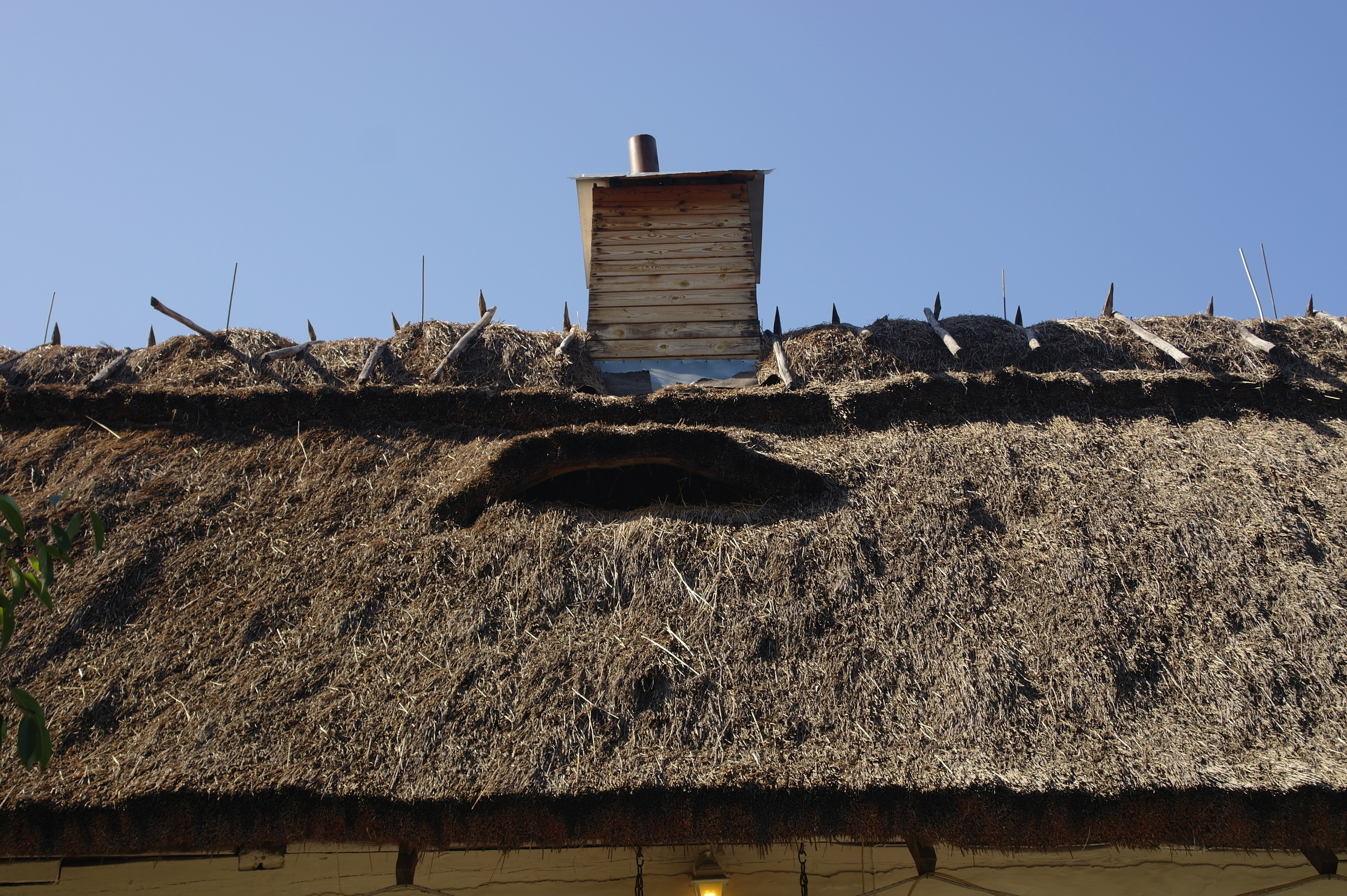
Гребінь стріхи. Зверху видно жердини-ключини. Музей у Пирогові

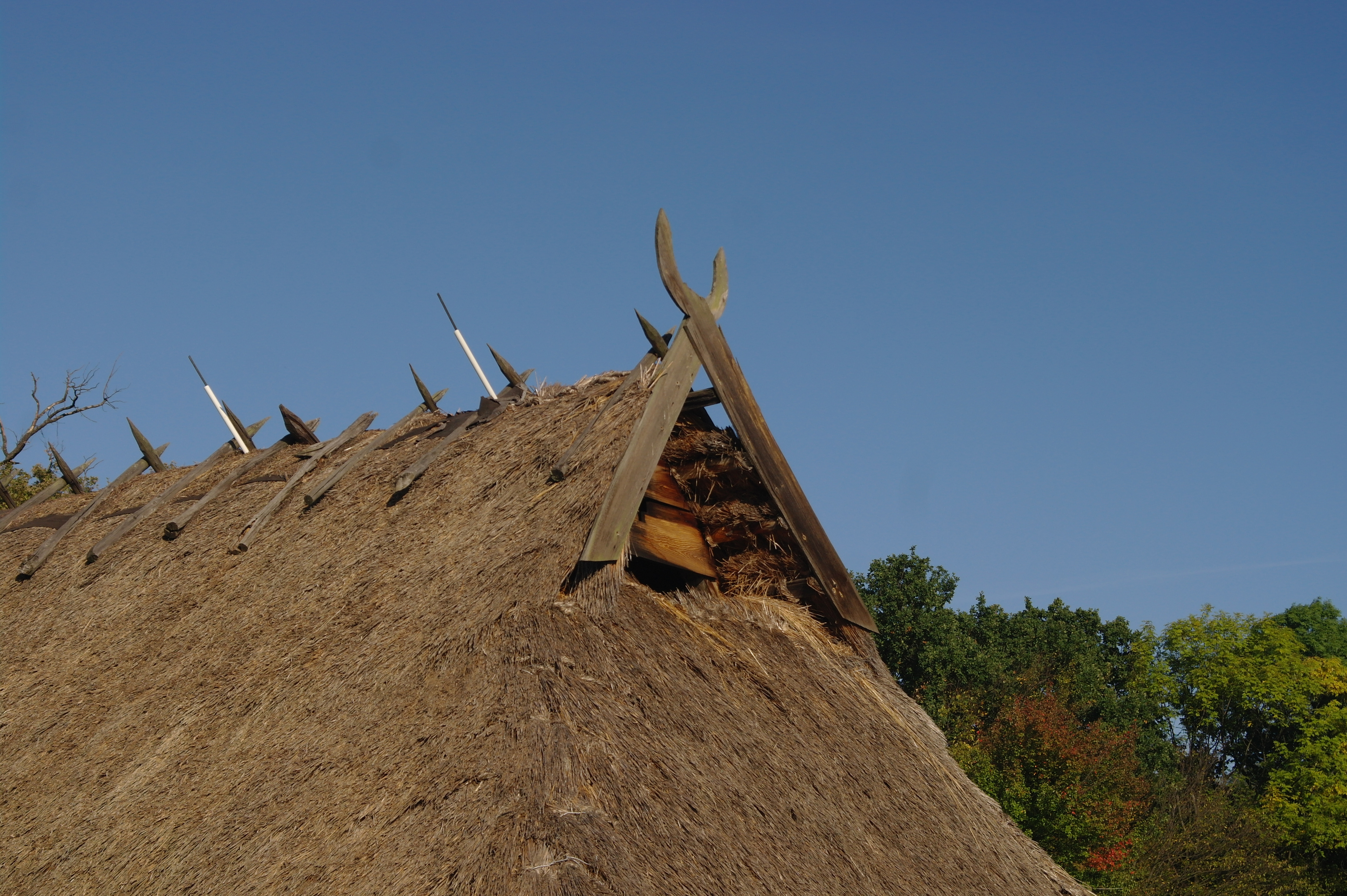
Гребінь стріхи. Музей у Пирогові

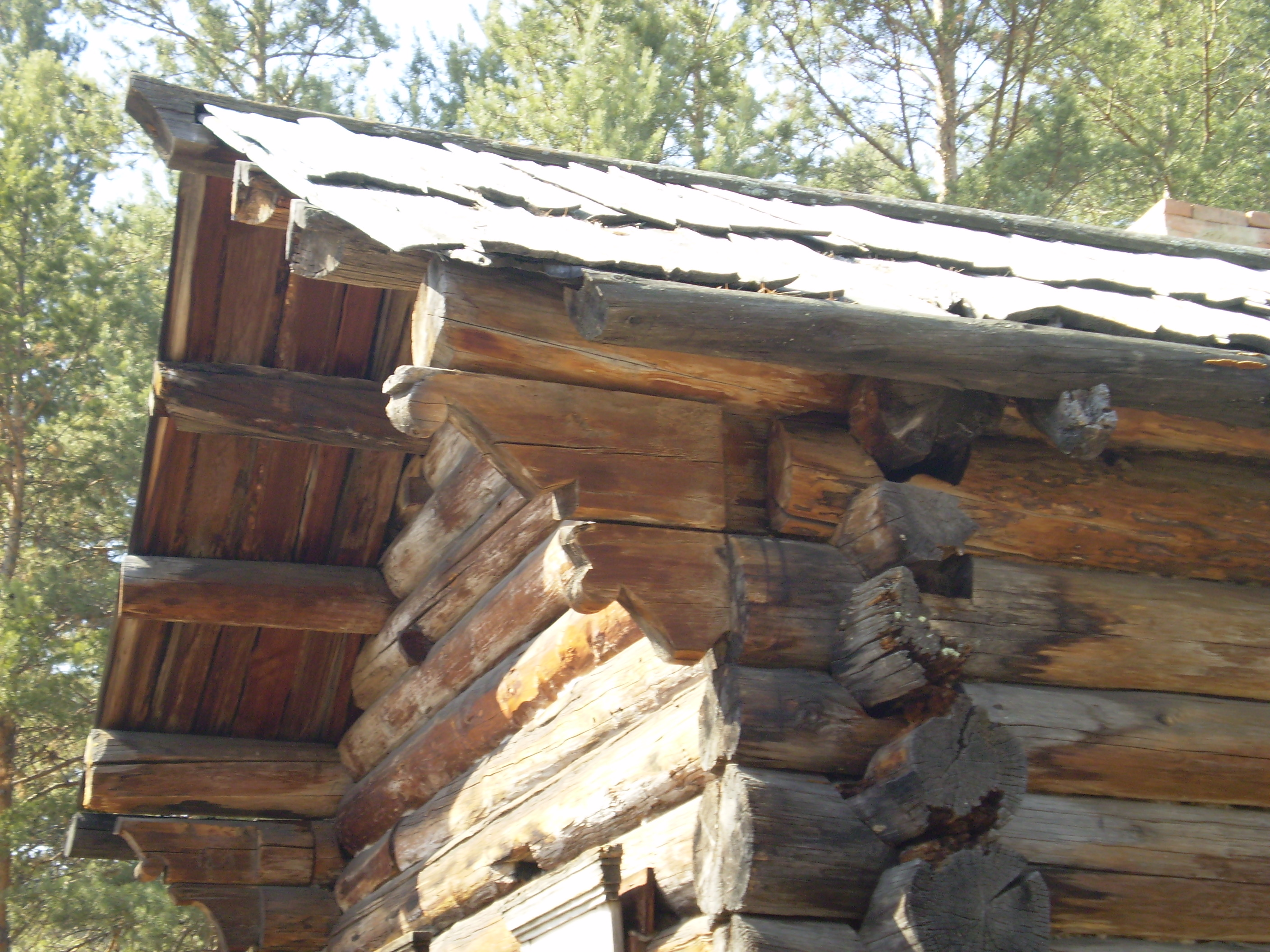
Дах «на курицях» російської хати. Видно потоки, самцеві фронтони з латами і гребеневу лату зі вставленими в неї тесинами

Гре́бінь, також ко́ник, коньо́к (від рос. конёк) — верхнє ребро, утворене схилами двосхилого даху. Також гребенем називають будівельний елемент на стику схилів, що слугує для запобігання потраплянню вологи в проміжок між схилами, а в разі використовування шарованого утеплювача покрівлі — ще забезпечує його провітрювання.
Інша назва гребеня — «коник», «коньок» пов'язана зі східнослов'янською традицією прикрашати даховий гребінь зображенням кінської голови (на Полтавщині «коником» називали кронштейн для підтримання звису).

## Конструкція
Сучасні дахові конструкції передбачають кілька способів з'єднання верхніх кінців кроков: просте з'єднання однієї з одною, встановлення під ними гребеневого прогона (висячі крокви), кріплення кроков до гребеневого прогона, кінці якого кріпляться на стійках-бабках чи рублених фронтонах (наслінні крокви). Після монтажу покрівельного матеріалу (бляхи, шиферу, черепиці, драниць, руберойду) встановлюють гребінь. Він може бути виконаний з різних матеріалів — металу, кераміки (у черепичних покрівлях гребінь утворюють спеціальні гребеневі черепиці), пластику, рідше дерева.
Гребінь може мати різну форму:
- Півкруглий — у вигляді розрізаного вздовж циліндра
- Прямий — у вигляді куткового профіля
- Вузький — виконує декоративну роль
- Вигнутий чи фігурний[6]

## Історія
Гребені стріх могли виконувати по-різному. В одному зі способів шпару між верхніми рядами кулів засипали дрібною соломою («мервою») або кострицею («паздір'ям»), щільно утрамбовуючи її. Зверху клали шар довгої соломи і притискали його ключинами (уключинами, кізлинами) — скріпленими під кутом палицями 2 м завдовжки, надітими на гребінь. Ключини робили з деревини хвойних порід — ялини, сосни, ялиці, рідше з граба чи берези. Крайні ключини складались з трьох палиць, з'єднаних у формі трикутника — вони лежали на причілкових схилах, решта — з двох, з'єднаних у формі літери Л, під кутом близько 45°. Інший спосіб передбачав встановлення на гребені валка — обв'язаної соломою жердини. Для цього до кроков вздовж гребеня кріпились палиці («палі»), далі гребінь покривали шаром соломи 60-70 см завтовшки, щільно трамбуючи її ногами, перевесла верхніх кулів шару об'язували навколо паль. Останні виступали на 25-30 см на гребенем, на їхні кінці насаджували валок, який заздалегідь в'язали на землі, обкладаючи ялинову чи грабову жердину снопами і обв'язуючи їх перевеслом чи шнуром. Готовий валок сягав 20-25 см у діаметрі, він ущільняв верхній шар соломи на гребені і укріпляв верх стріхи. Зверху валок додатково притискали ключинами. Ще один спосіб полягав у використанні дерев'яного гребеня — з одного, рідше двох рядів драниць, скріплених між собою латами.
На причілкових схилах стріхи під гребенем залишали невеликі круглі чи трикутні отвори для освітлення горища і для виходу диму (якщо димар печі не виводили назовні).
На гуцульському дранковому даху гребінь виконувався різними способами. У разі використовування «посіжняка» чи «щира» дранку укладали, починаючи знизу, а верхні кінці драниць верхнього ряду вставляли в паз круглого або квадратного бруса, що звався ґарівниця чи буркниця (брус, куди вставляли нижні кінці нижнього ряду, називався «підсобійка»). Ґарівниця проходила через весь гребінь, кріпилася до кроков, з обох боків мала пази («ґари») близько 2 см шириною і глибиною. Зверху для захисту від вологи ґарівницю могли прикривати дошками. Якщо застосовували «румунку» чи ґонт, то крили, починаючи з верху, а гребінь робили або простим стиком верхніх рядів драниць, закриваючи його поздовжніми дошками, або залишали напуск 15-20 см драниць переднього схилу над драницями заднього. Напуск міг бути прямим або фігурним, з ромбоподібними кінцями драниць — він називався «курункою».
У традиційній російській рубленій хаті фронтони часто влаштовували рубленими («самцевими»), які з'єднували латами (рос. слеги, решетины), врубленими в фронтонні колоди-самці, найвища з них називалась гребеневою латою (рос. коньковая слега), конем, коньком, князем — це був аналог гуцульської ґарівниці. Давнішою даховою конструкцією був дах «на курицях»: до лат кріпили поперечні стовбури дерев з кокорами унизу — куриці; на кокори укладали поздовжні бруси — потоки (відповідник гуцульським підсобійкам). Дошки-тесини нижніми кінцями входили у пази потоків, верхніми — у пази бруса-коня. Верхні крайки дахових дощок всіх типів покрівлі закривали на гребені видовбаною колодою — охлупнем (рос. охлупень) чи шеломом, іноді з кінцем у вигляді кінської голови. Традиційним способом кріплення був безцвяховий: охлупень притискували до коника спеціальними шпонками — сороками чи стамиками.